# Robertus sibiricus
Robertus sibiricus là một loài nhện trong họ Theridiidae.
Loài này thuộc chi Robertus. Robertus sibiricus được Kirill Yuryevich Eskov miêu tả năm 1987.